# Las Vegas' Grand Prix
Las Vegas' Grand Prix er et motorsport-arrangement som er blevet arrangeret i verdensmesterskabet i Formel 1 siden 2023.

## Vindere af Las Vegas' Grand Prix
| År   | Kører          | Konstruktør                | Bane      | Rapport |
| ---- | -------------- | -------------------------- | --------- | ------- |
| 2023 | Max Verstappen | Red Bull Racing-Honda RBPT | Las Vegas | Rapport |
| 2024 | George Russell | Mercedes                   | Las Vegas | Rapport |